# Comuna Krușînka, Vasîlkiv
Krușînka (în ucraineană Крушинка) este o comună în raionul Vasîlkiv, regiunea Kiev, Ucraina, formată din satele Borîsiv, Dereveankî, Krușînka (reședința), Mala Buhaiivka și Zalizne.

## Demografie
Componența lingvistică a comunei Krușînka
     Ucraineană (95,15%)
     Rusă (4,13%)
     Alte limbi (0,45%)
Conform recensământului din 2001, majoritatea populației comunei Krușînka era vorbitoare de ucraineană (95,15%), existând în minoritate și vorbitori de rusă (4,13%).